# Zurvanismo
Zurvanismo é um ramo extinto do zoroastrismo que teve a divindade Zurvã como seu princípio (divindade criadora). O Zurvanismo também é conhecido como zoroastrismo zurvanita. Zurvã é o nome de uma divindade persa (deus) e também de vários outros sistemas religiosos.
No Zurvanismo, Zurvã é o deus do tempo (e espaço) infinito e é também conhecido como a divindade (o "um", o "único") da matéria. Zurvã é o pai dos dois opostos, que representam o bom deus Aúra-Masda e o mau Arimã. Zurvã é considerado como um deus neutro, sem sexo e paixão: aquele para quem não há distinção entre bom ou o mau. Zurvã é também o deus do destino, a luz e a escuridão, uma versão normalizada da palavra, que em persa médio aparece às vezes como Zurvã, Zeruvã ou Zarvã. O nome deriva do persa médio avéstico zruvan-, "tempo" ou "velhice".

## Origem e contexto histórico
Embora os detalhes da origem e desenvolvimento da Zurvanismo permanecem obscuros, é geralmente aceito que o Zurvanismo era um ramo maior do Zoroastrismo, que a doutrina da Zurvã foi uma resposta sacerdotal para resolver a inconsistência percebida nos textos sagrados e que esta doutrina tenha sido introduzida na segunda metade da era Aquemênida.
O Zurvanismo desfrutou de sanção real durante a era Sassânida (226-651), mas há vestígios de que permaneceram além do século X. Embora o Zurvanismo da era sassânida tenha sido certamente influenciada pela filosofia helênica, ainda não se sabe se Zurvã Zoroastro era uma adaptação de um antecedente ou divindade estrangeira do Tempo (em grego Chronos). Os primeiros vestígios de que o zoroastrismo alcançou o oeste são notas não-zoroastristas de crenças normalmente Zurvanitas, o que levou os estudiosos europeus a concluírem que o zoroastrismo foi uma religião monista, assunto de muita controvérsia entre os estudiosos e praticantes contemporâneos da fé. O Zurvã do Irã está relacionada com a palavra em sânscrito sarva e carrega um campo semântico semelhante ao descrever uma divindade monista.[carece de fontes?]

## Declínio
O Zurvanismo tornou-se a doutrina dominante do Estado sob os sassânidas que governaram a Pérsia na época da revelação do Islã e acompanhada pelo surgimento de outras doutrinas radicalmente dualistas na Pérsia. Após a queda do Império Sassânida, no século VII, o zoroastrismo foi gradualmente suplantado pelo islamismo. O primeiro continuou a existir, mas em um estado cada vez mais dizimado e os demais zoroastristas parecem ter gradualmente retornado à doutrina masdaísta prescrita por Zoroastro nos Gatas. Por volta do século X o Zurvanismo já tinha deixado de existir, deixando o masdaísmo como a única forma restante do zoroastrismo.